# حاضرة نفي (الدوادمي)
حاضرة نفي، هي قرية من فئة (ب) تقع في محافظة الدوادمي، والتابعة لمنطقة الرياض في السعودية. وتبعد حاضرة نفي عن محافظة الدوادمي بمسافة تقارب (90) كم.